# Brandgul tofsskivling
Brandgul tofsskivling (Pholiota lucifera) är en svampart som först beskrevs av Wilhelm Gottfried Lasch, och fick sitt nu gällande namn av Lucien Quélet 1872. Brandgul tofsskivling ingår i släktet tofsskivlingar och familjen Strophariaceae.  Arten är reproducerande i Sverige. Inga underarter finns listade i Catalogue of Life.